# Roureopsis
Roureopsis es un género  de plantas fanerógamas perteneciente a la familia de las connaráceas. Comprende 21 especies descritas y de estas, solo 6 aceptadas.

## Taxonomía
El género fue descrito por Jules Emile Planchon  y publicado en Linnaea 23: 423. 1850.

## Especies aceptadas
A continuación se brinda un listado de las especies del género Roureopsis aceptadas hasta diciembre de 2013, ordenadas alfabéticamente. Para cada una se indica el nombre binomial seguido del autor, abreviado según las convenciones y usos.
- Roureopsis birmanica (Prain) G. Schellenb.
- Roureopsis breviracemosa (Gamble) G. Schellenb.
- Roureopsis emarginata (Jack) Merr.
- Roureopsis pinnata (King) Leenh.
- Roureopsis soyauxii (Gilg) Pierre ex G. Schellenb.
- Roureopsis stenopetala (Griff.) G. Schellenb.